# رانی
رانی (به انگلیس : Rani) عنوانی است هندی برای زنان که مونث واژه راجه می باشد. در حقیقت می توان رانی را به صورت ملکه یا شاهدخت ترجمه نمود. ریشه این واژه به ریگ ودا باز می گردد.